# Marie-Alphonsine Loretti
Marie-Alphonsine Loretti, épouse Fifre, née le 29 juillet 1915 à Beaucourt et morte au combat le 5 février 1944 dans le défilé du Rapido à Casale, est une ambulancière militaire française pendant la Seconde Guerre mondiale. Elle est décorée de la Médaille militaire.

## Biographie
En 1943, Marie-Alphonsine Loretti, vit à Alger où elle épouse un sous-officier des tirailleurs de la 3e Division d'infanterie algérienne.
Le 8 mars 1943, elle s'engage au titre du 27e Escadron du Train. En juillet, après avoir reçu une formation militaire de base, elle rejoint à Sétif, les « Chaufferettes »  la section d'ambulancières féminines du 3e Bataillon médical de la 3e Division d'infanterie algérienne. Elle y reçoit une instruction technique (marche en convoi, entretien des Dodge WC54, brancardage, secourisme…),.

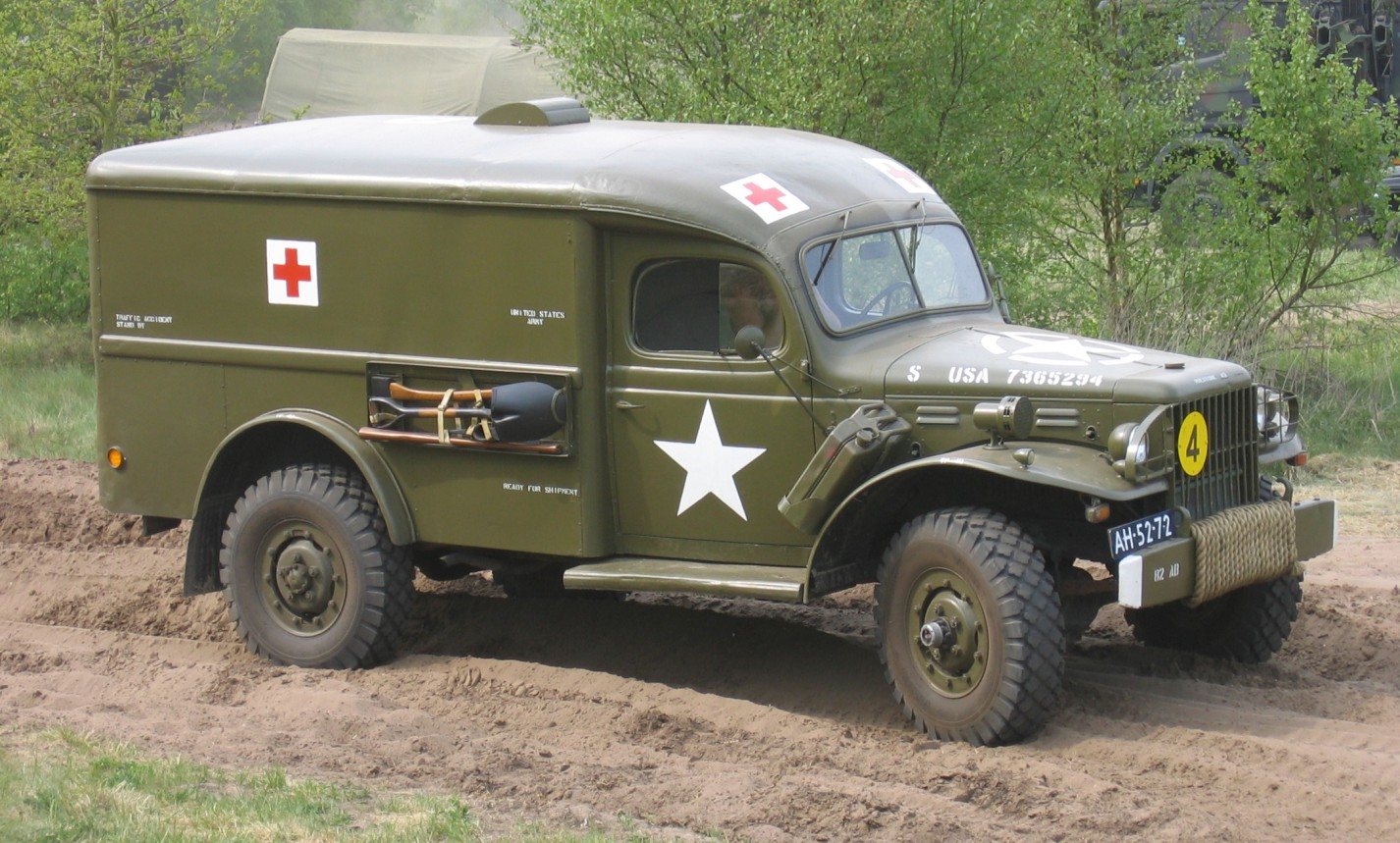
Modèle de Dodge WC54 utilisé par Marie-Alphonsine Loretti.

En décembre 1943, le 3e Bataillon médical débarque à Naples. Le 6 janvier 1944, le bataillon et ses « Chaufferettes » montent au front devant la Ligne Gustave près de Monte Cassino. L'unité s'installe dans la cuvette de Casale. La section d'ambulancières est affectée au poste de secours des 2e et 3e compagnies de ramassage sur la route de San Elia. Les « Chaufferettes » font des allers-retours entre les postes et le bataillon médical. La route d'Acquafondata à San Elia dans la vallée du Rapido, est surnommée la « Route aux frissons » ou « Route de la mort », car elle est visible des observatoires de l'artillerie allemande qui la pilonne. Les missions se font de nuit.
Le 5 février 1944, Marie-Alphonsine Loretti, se porte volontaire avec cinq de ses camarades pour aller chercher de nuit des blessés près du village de Terelle où un bataillon de tirailleurs a subi de lourdes pertes. L’aller se passe bien, mais au retour, en sortant du mont Rapido, les deux ambulances sont bloquées par une jeep en feu qui vient de sauter sur une mine. L'artillerie allemande ouvre le feu sur les ambulances. Sous le tir ennemi, les ambulancières font des allers-retours entre les véhicules et une ruine pour y mettre à l'abri les blessés,.

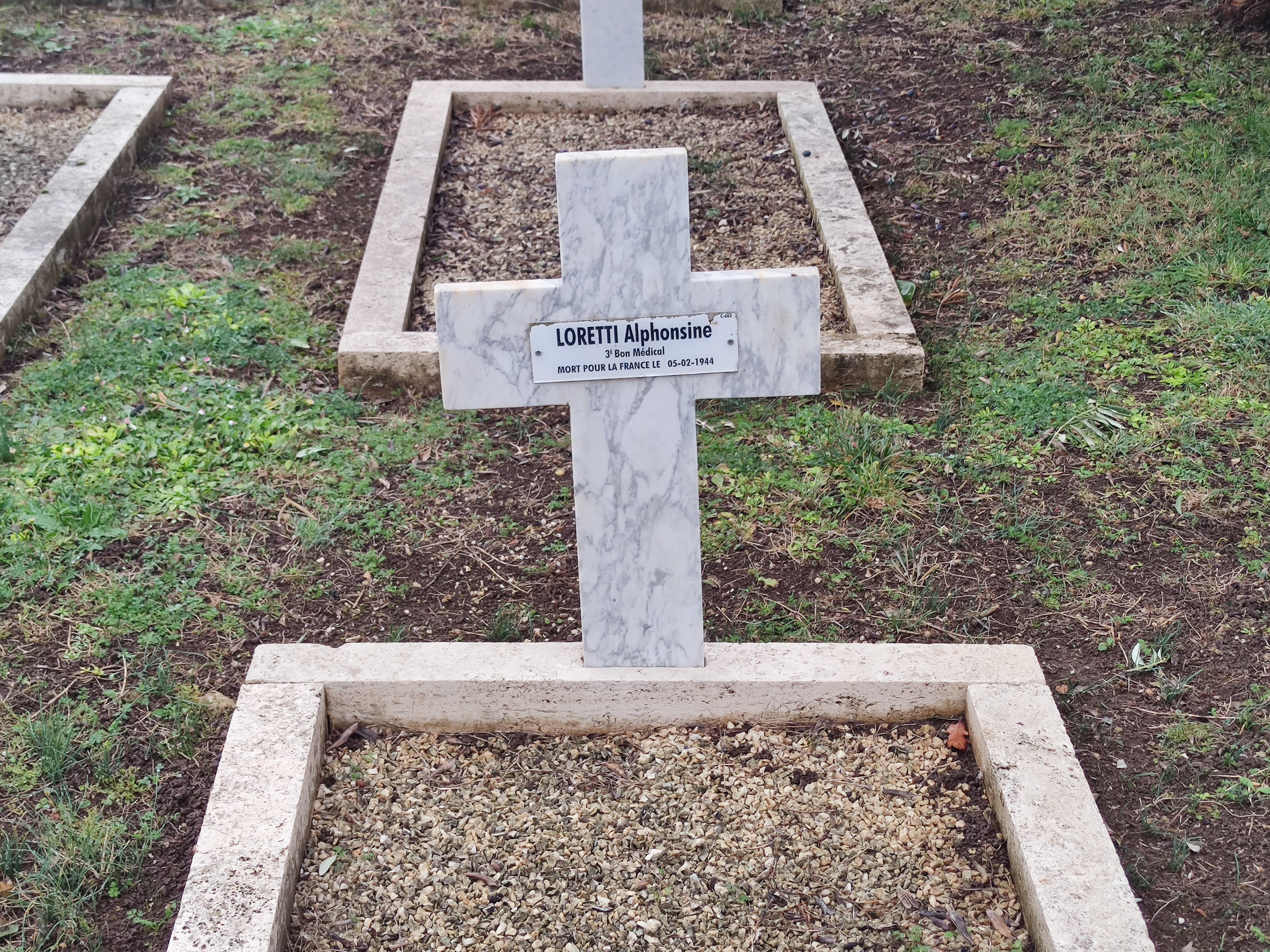
Tombe « in Memoriam » d'Alphonsine Loretti au cimetière militaire français de Venafro.

Sous ce bombardement, Marie-Alphonsine Loretti est mortellement blessée aux jambes par des éclats d'obus. Ses camarades dont certaines sont, elles-mêmes, blessées, lui posent des garrots, mais ne peuvent endiguer les hémorragies. Elle décède quelques minutes après l'arrêt du tir.
Marie-Alphonsine Loretti, surnommé « Lorette », est la première des cinq ambulancières tuées pendant la campagne d'Italie.  
Le 6 février 1944, lors de son enterrement avec les honneurs militaires, le général Alphonse Juin lui remet, à titre posthume, la  Croix de Guerre et la première Médaille militaire décernée à une femme,.
Elle est inhumée en Italie au cimetière militaire français de Venafro, jusqu’en 1948. Le 27 juillet 1948, sa sépulture est rapatriée au cimetière Bellevue à Belfort.

## Reconnaissance
- Elle est reconnue Morte pour la France[3].
- Une allée porte son nom à Belfort[4].
- Depuis 2016, le couloir C13 de l'Hexagone Balard porte le nom de conductrice Marie-Alphonsine Loretti[2].
- Son nom figure sur la plaque commémorative de Notre-Dame de la Libération[5].
- A Belfort, son nom est inscrit sur la plaque commémorative du Monument aux Morts, square du Souvenir[6].
- Le 25 juin 2004, le conseil municipal de Belfort transforme la concession familiale de Marie-Alphonsine Loretti en concession à perpétuité gratuite[7].

## Distinctions
- Médaille militaire à titre posthume avec la citation à l'ordre de l'Armée suivante [2]:

« Conductrice d'ambulance sanitaire animée du plus haut esprit de devoir et d'un dévouement admirable. Volontaire pour aller chercher des blessés à un poste de secours régimentaire dans un secteur très exposé, a trouvé une mort glorieuse le 5 février 1944 sur la route de San-Elia à Terelle en accomplissant une mission périlleuse. Prise sous un violent bombardement, a été frappée mortellement alors qu'elle s'efforçait de mettre à l'abri les blessés qu'elle transportait. A donné ainsi un magnifique exemple de courage et d'abnégation. »

— Général Alphonse Juin
- Croix de guerre 1939–1945, palme de bronze[2] ;
- Médaille commémorative française de la guerre 1939–1945 avec barrette « engagée volontaire »[2] ;
- Médaille commémorative de la campagne d'Italie (1943–1944)[2] ;